# Blank midjeblomfluga
Blank midjeblomfluga (Sphegina montana) är en tvåvingeart som beskrevs av Becker 1921. Blank midjeblomfluga ingår i släktet midjeblomflugor, och familjen blomflugor.
Artens utbredningsområde är Österrike. Arten har ej påträffats i Sverige. Inga underarter finns listade i Catalogue of Life.

## Bildgalleri

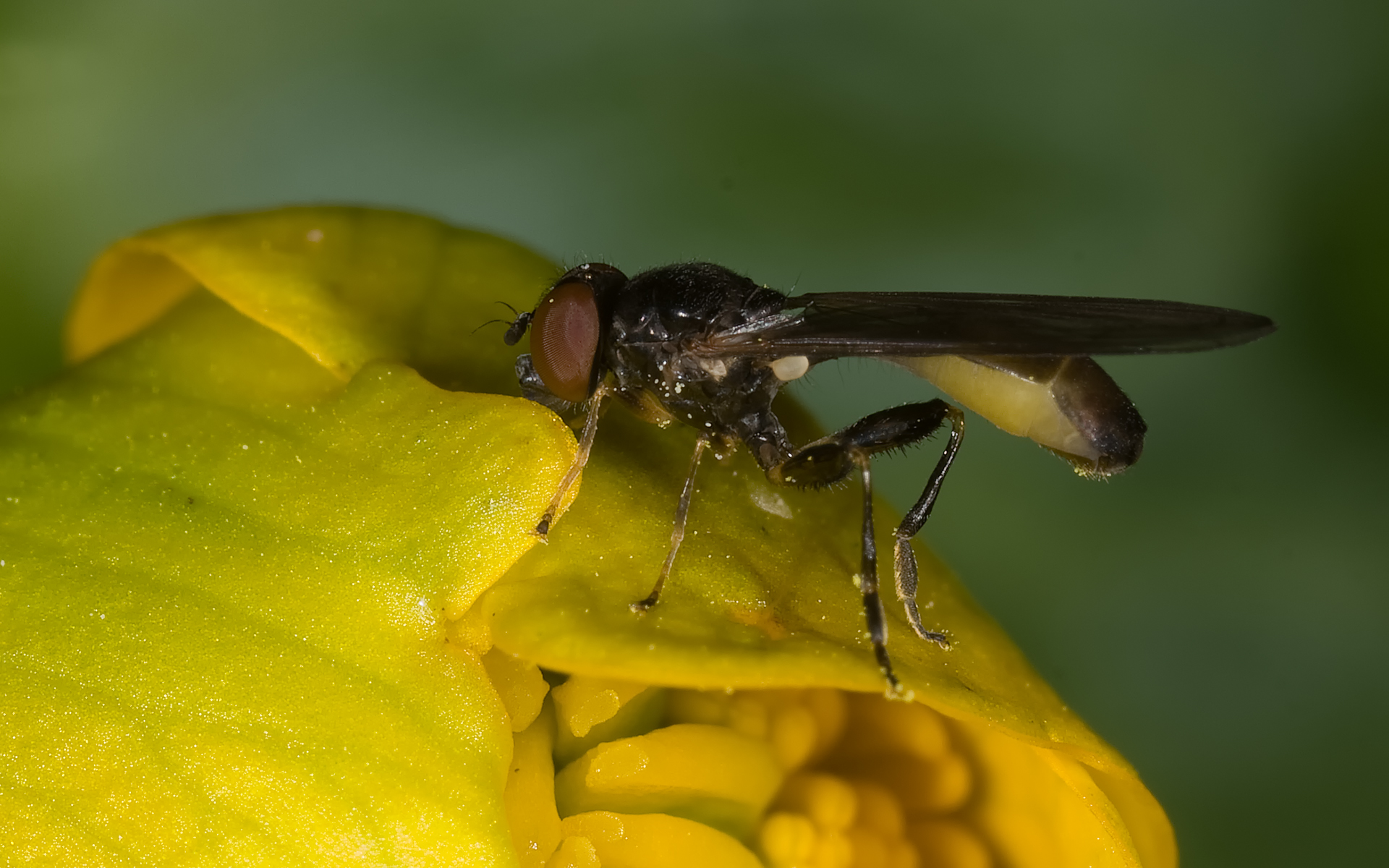
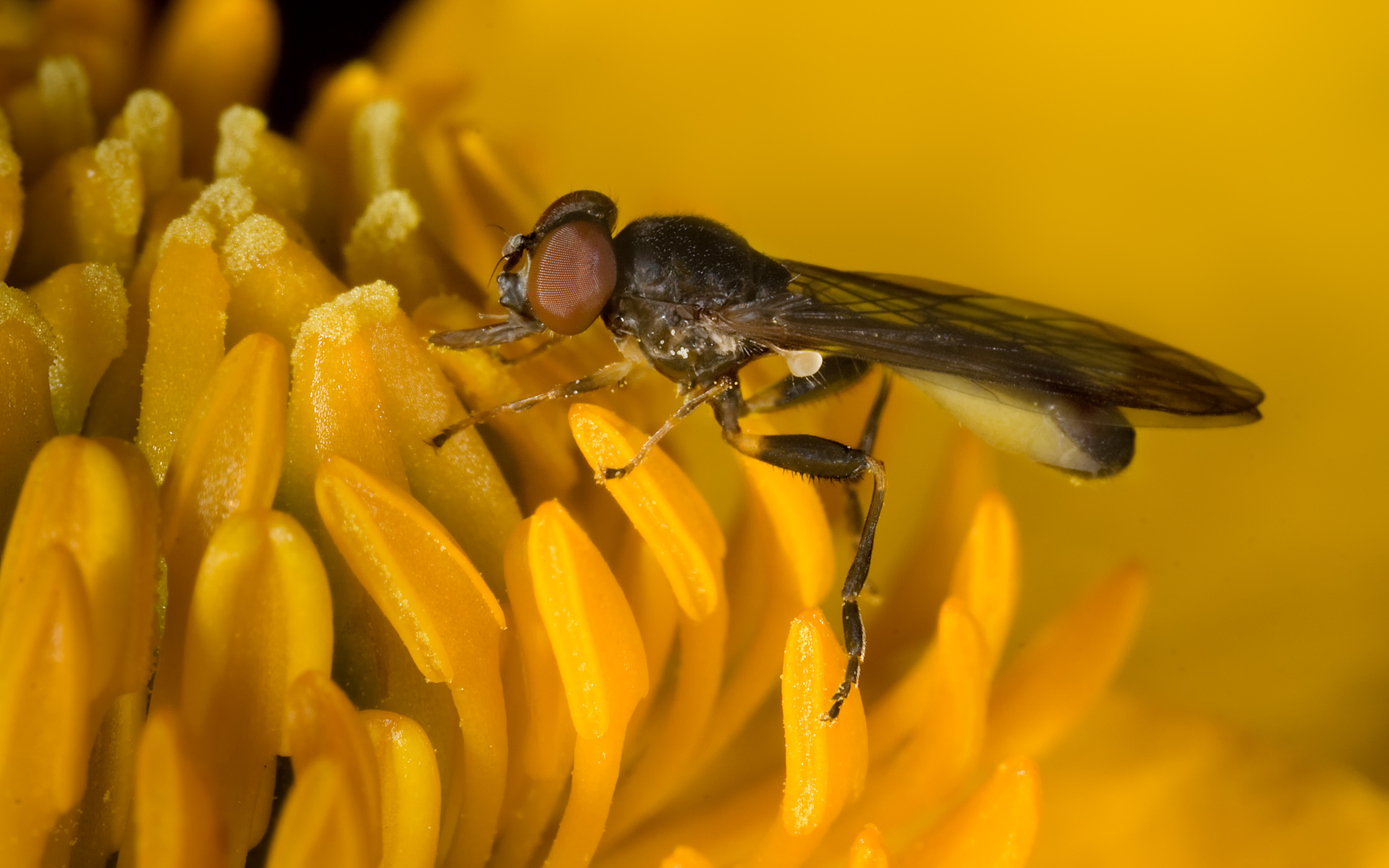